# خط ۳بیس متروی پاریس
خط ۳بیس متروی پاریس (انگلیسی: Paris Métro Line 3bis) یک از دو خط کوتاه متروی پاریس است.
این خط که در سال ۱۹۷۱ تأسیس شده دارای ۴ ایستگاه و ۱٫۳ کیلومتر طول می‌باشد.

## نگارخانه

Map of the line

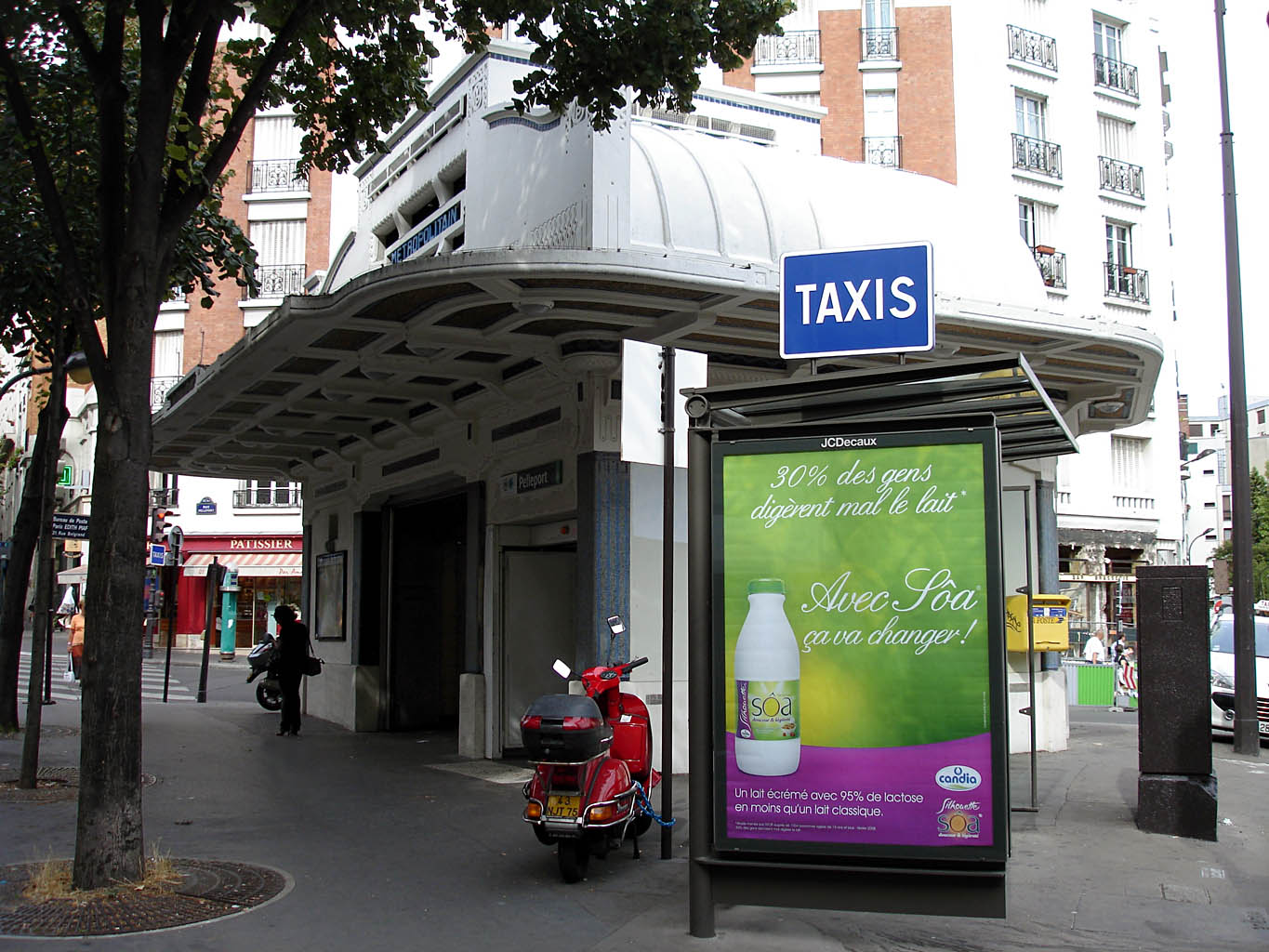
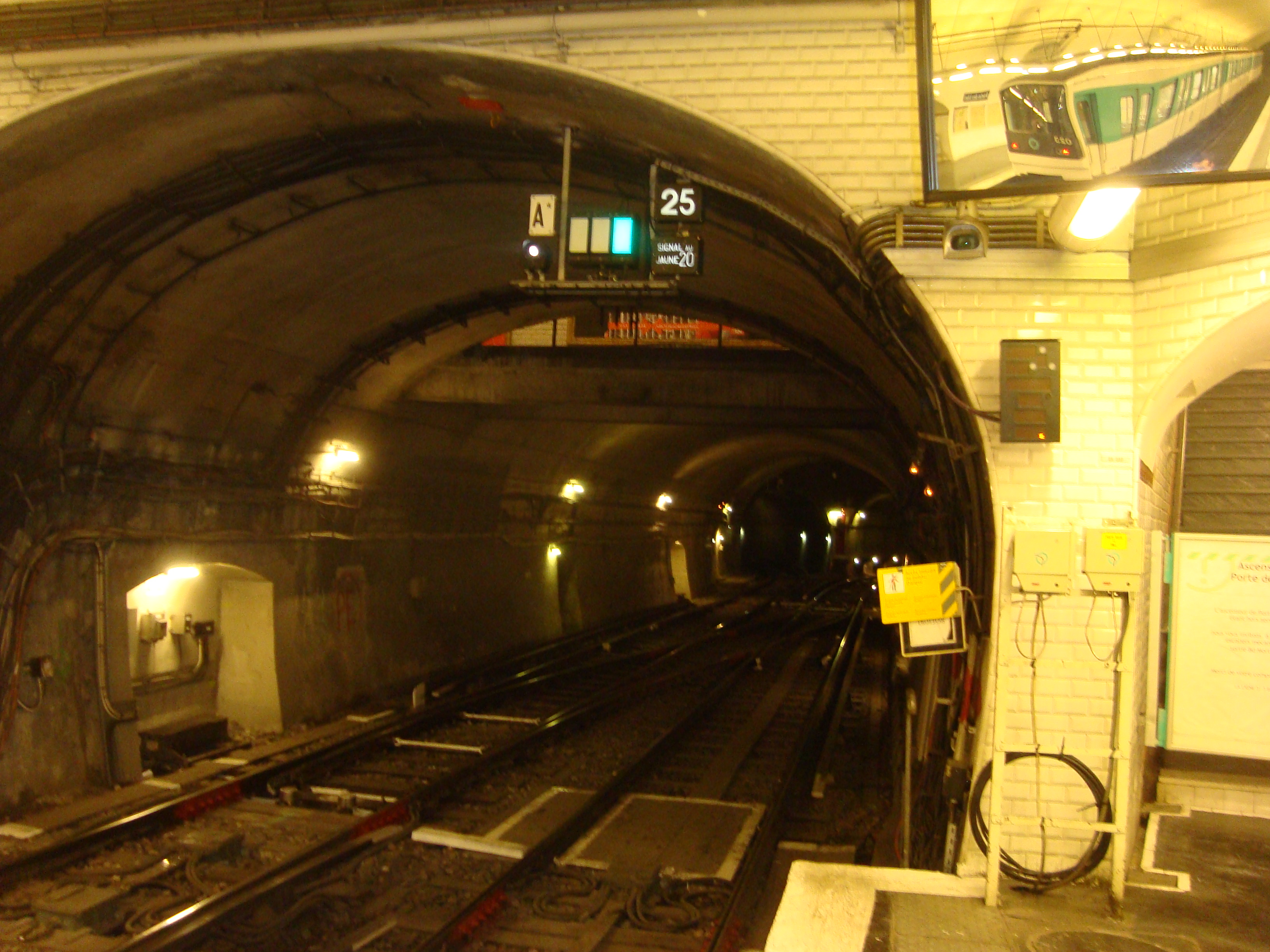
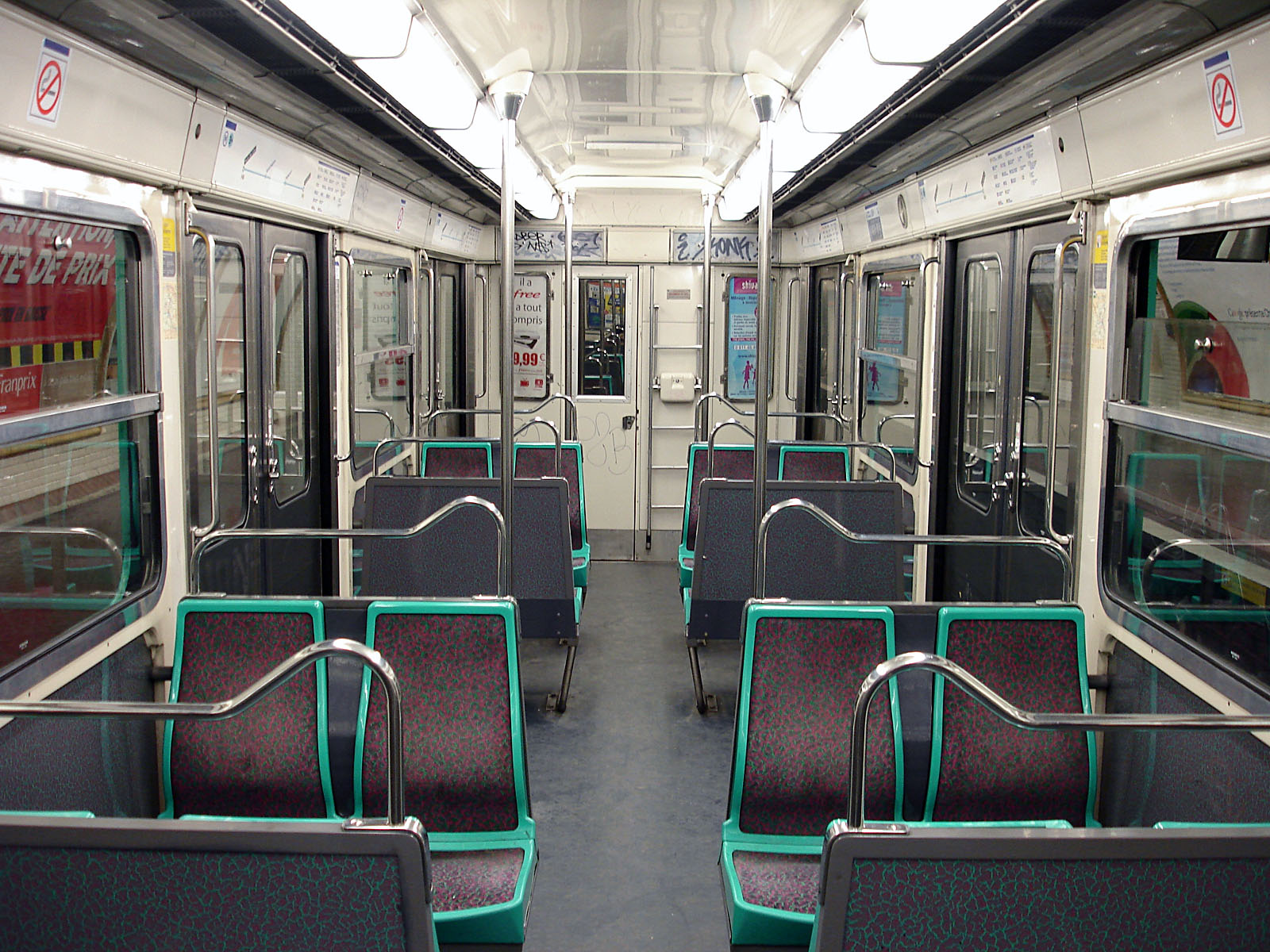
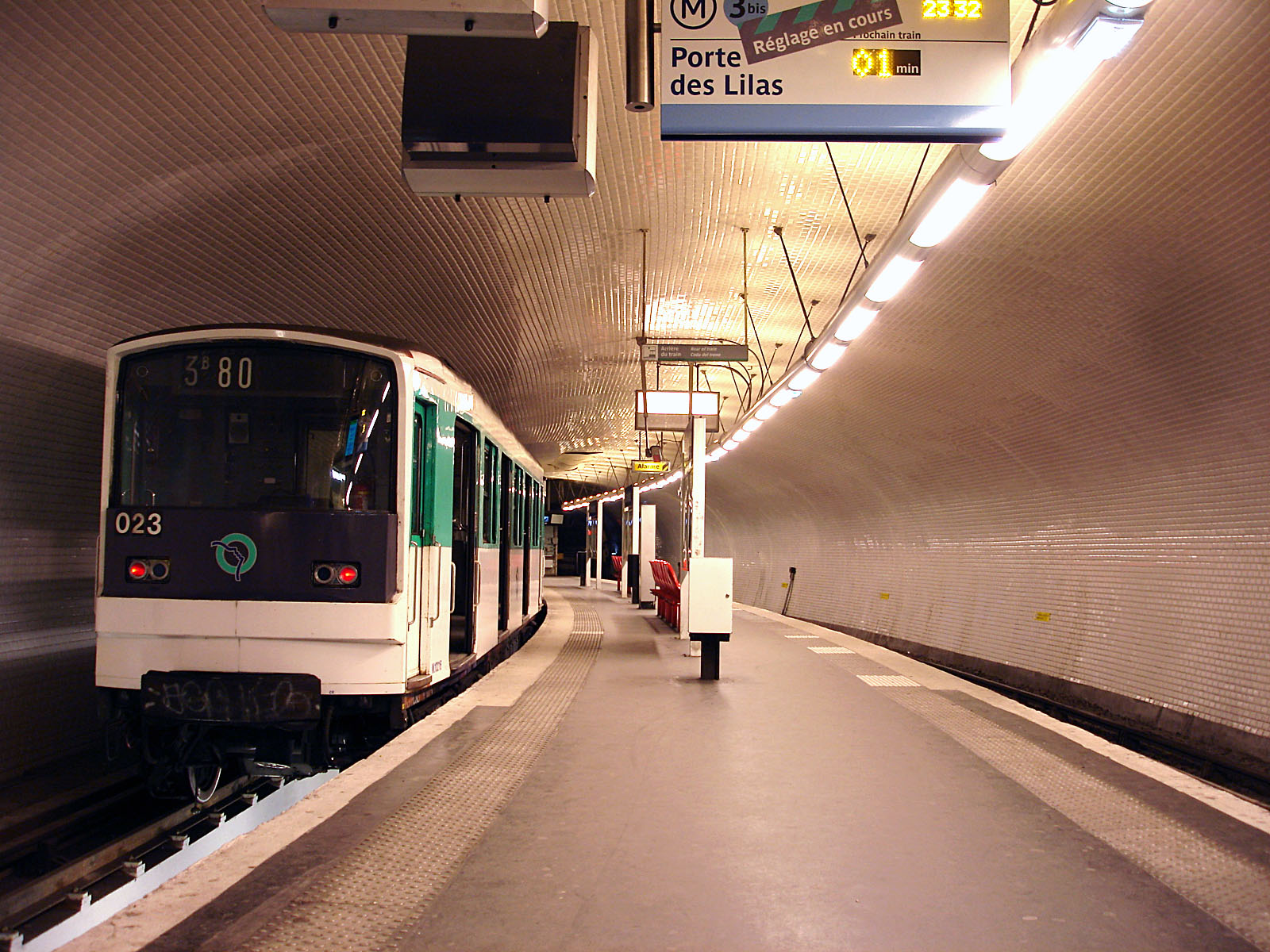